# Cjepivo protiv gripe
Cjepivo protiv gripe (eng. Influenza vaccine, Flu shot) su cjepiva koja štite od zaraze virusa gripe. Nove verzije cjepiva razvijaju se dva puta godišnje s obzirom na to da se virus gripe brzo mijenja. Iako njihova učinkovitost varira iz godine u godinu, većina ih pruža skromnu do visoku zaštitu protiv gripe. Učinkovitost cjepiva za one mlađe od dvije godine i one starije od 65 godina ostaje neizvjesna zbog nedostatka visokokvalitetnih istraživanja. Cijepljena djeca mogu zaštititi one oko sebe.
Svjetska zdravstvena organizacija (SZO) i američki centri za kontrolu i sprječavanje bolesti (CDC) preporučuju godišnje cijepljenje za gotovo sve ljude starije od šest mjeseci, posebno one s visokim rizikom. Europski centar za sprječavanje i kontrolu bolesti (ECDC) također preporučuje godišnje cijepljenje visoko rizičnih skupina. Ove skupine uključuju trudnice, starije osobe, djecu između šest mjeseci i pet godina, one s određenim zdravstvenim problemima i one koje rade u zdravstvu.

## Utjecaj
Metaanaliza iz 2012. utvrdila je da je cijepljenje protiv gripe bilo učinkovito 67 posto vremena; populacije koje su najviše koristile su HIV-pozitivne odrasle osobe u dobi od 18 do 55 godina (76%), zdrave odrasle osobe u dobi od 18 do 46 godina (otprilike 70%) i zdrava djeca u dobi od šest do 24 mjeseca (66%). Cjepivo protiv gripe također štiti od srčanog udara s koristima od 15 do 45%.

### Djeca
CDC preporučuje da svi osim dojenčadi mlađe od šest mjeseci trebaju primiti sezonsko cjepivo protiv gripe. Kampanje cijepljenja obično usredotočuju posebnu pažnju na ljude koji su pod visokim rizikom od ozbiljnih komplikacija ako zahvate gripu, poput trudnica, djece mlađe od 59 mjeseci, starijih osoba i osoba s kroničnim bolestima ili oslabljenim imunološkim sustavom, kao i onih na kome su izloženi, poput zdravstvenih radnika.
Čini se da u djeci smanjuje rizik od gripe i moguće bolesti slične gripi. U djeci mlađoj od dvije godine podaci su ograničeni. Tijekom sezone gripe 2017. – 18. Ravnatelj CDC-a ukazao je da 85% umrle djece "nije bilo cijepljeno".

### Odrasli
Kod necijepljenih odraslih osoba 16% dobije simptome slične gripi, dok oko 10% cijepljenih odraslih osoba čini. Cijepljenje je smanjilo potvrđene slučajeve gripe s oko 2,4% na 1,1%. Nije pronađen učinak na hospitalizaciju.
Pregled zdravstvenih radnika 2006. Godine pokazao je neto korist. Od osamnaest studija u ovom pregledu, samo su dvije ocijenile odnos smrtnosti pacijenata u odnosu na unos cjepiva protiv gripa u osoblje; oboje su otkrili da su veće stope cijepljenja zdravstvenog radnika u korelaciji sa smanjenom smrtnošću pacijenata. Pregledom 2014. utvrđene su koristi za pacijente kada su zdravstveni radnici imunizirani, što potkrepljuju umjereni dokazi temeljeni dijelom na uočenom smanjenju smrtnosti od svih uzroka kod pacijenata kojima su zdravstveni radnici imunizirani u usporedbi s pacijentima u usporedbi s radnicima koji nisu bili ponuđeno cjepivo.

### Stare osobe
Dokazi o učinku starijih od 65 godina nisu jasni. Sustavnim pregledima ispitivanja randomiziranih kontroliranih studija i slučajeva slučaja utvrđeni su nedostatak kvalitetnih dokaza. Pregledom ispitivanja slučaja utvrđeni su učinci protiv laboratorijski potvrđene gripe, upale pluća i smrti starijih osoba u zajednici.
Skupina najosjetljivija na ne-pandemijsku gripu, starije osobe imaju najmanje koristi od cjepiva. Mnogo je razloga koji stoje iza naglog pada učinkovitosti cjepiva, od kojih su najčešći opadajuća imunološka funkcija i osjetljivost povezana sa starijom dobi. U ne-pandemijskoj godini osoba u Sjedinjenim Državama u dobi od 50 do 64 godine gotovo je deset puta veća da će umrijeti od gripe umrlu od mlađe osobe, a osoba starija od 65 godina više je od deset puta veća vjerojatnost da će umrijeti od bolesti povezane s gripom nego dobna skupina od 50 do 64 godine.

### Trudnice
Osim što štiti majku i dijete od učinaka zaraze gripom, imunizacija trudnica povećava njihove šanse da dožive uspješnu cjelovitu trudnoću.
Trovalentno inaktivirano cjepivo protiv gripe zaštitno je kod trudnica zaraženih HIV-om.

## Preporuke
Razne javnozdravstvene organizacije, uključujući Svjetsku zdravstvenu organizaciju (SZO), preporučuju da se cjepivo protiv gripe rutinski nudi, posebno osobama kojima prijeti komplikacija gripa i onima koji žive s ili se brinu za osobe visokog rizika, uključujući:
- starije osobe (preporuka Velike Britanije onima koji imaju 65 i više godina)
- osobe s kroničnim bolestima pluća (astma, KOPB, itd.)
- ljudi koji imaju kronične srčane bolesti (prirođena bolest srca, kronično zatajenje srca, ishemijska bolest srca)
- osobe s kroničnim bolestima jetre (uključujući cirozu)
- ljudi s kroničnim bubrežnim bolestima (poput nefrotskog sindroma)
- ljudi kojima je uklonjena slezina ili čija slezina ne radi ispravno
- ljudi koji imaju imunosupresiju (ljudi s HIV-om, oni koji primaju lijekove za suzbijanje imunološkog sustava i ljudi na kemoterapiji) i *kontakti s njihovim domaćinstvima
- ljudi koji žive zajedno u velikom broju u okruženju u kojem se gripa može brzo širiti, kao što su zatvori, starački domovi, škole i domovi.
- zdravstveni radnici (i radi sprječavanja bolesti i sprječavanja širenja na pacijente)
- trudne žene.

Cjepivo protiv gripe je kontraindicirano za one mlađe od šest mjeseci i one s ozbiljnom, po život opasnom alergijom na cjepivo protiv gripe ili bilo kojeg sastojka cjepiva.